# Eburia porulosa
Eburia porulosa es una especie de escarabajo longicornio del género Eburia, subfamilia Cerambycinae. Fue descrita científicamente por Bates en 1892.
Se distribuye por Belice, Guatemala, Honduras y México. Mide 10-24,7 milímetros de longitud. El período de vuelo ocurre en los meses de marzo, abril, mayo, junio y julio.